# 茨木市立西中学校
茨木市立西中学校（いばらきしりつ にしちゅうがっこう）は、大阪府茨木市見付山二丁目にある公立中学校。通称は「西中」（にしちゅう）。
茨木市立養精中学校から分離し、茨木市で2番目の中学校として1951年に開校した。

## 沿革
- 1950年3月 - 茨木市中穂積423番地に校舎竣工、茨木市立西中学校と命名。
- 1951年2月 - 校歌制定。
- 1951年4月 - 茨木市立西中学校開校。
- 1954年11月 - PTAソング決定。
- 1955年4月 - 校区一部変更 旧三島村太田地区、西河原地区、耳原地区の三地区は校区外となる。
- 1964年8月 - 東側校門完成。
- 1969年9月 - クラブ更衣室完成。
- 1974年5月 - 運動場北側の石垣、コンクリート堀完成。
- 1979年4月 - 茨木市立西陵中学校創立により、生徒が分散される。
- 1988年2月 - 創立40周年記念事業として、玄関に太陽電池時計塔を設置、壁面に時計を設置。
- 2000年7月 - 新体育館完成。
- 2021年5月 - 生徒一人一台タブレットPC貸与開始。
- 2022年4月 - 制服が学ラン・セーラー服から、ブレザーとスラックス・スカートに変更。

## 通学区域
- 茨木市立春日小学校、茨木市立郡小学校、茨木市立畑田小学校の校区全域。
- 茨木市立春日丘小学校の校区の一部。

## 著名な出身者
- 杉原輝雄 - プロゴルファー
- 杉原敏一 - プロゴルファー
- 笘篠誠治 - プロ野球選手
- 笘篠賢治 - プロ野球選手
- 柳家一琴 - 落語家
- 山崎静代 - 漫才師（南海キャンディーズ）
- 山内総一郎 - ミュージシャン （フジファブリック）

## 交通
- 東海道本線（JR京都線） 茨木駅から徒歩約15分